# If you hold my hand
If you hold my hand is een single van Donna Hightower, in de Benelux uitgebracht in het najaar van 1972. In Engeland lag haar releaseschema anders. If you hold my hand verscheen daar al in 1971, vlak nadat ze een muziekfestival aan de Costa del Sol gewonnen had. Tijdens het World Popular Song Festival 1971 had ze minder succes. Platenlabel in Engeland was Decca Records, in Nederland Pink Elephant een sublabel van Dureco.
If you hold my hand (met subtitel Si coges mi mano) is geschreven door Hightower zelf in samenwerking met Danny Daniel (Daniel Candón de la Campa; duovorm Danny y Donna). De B-kant, het ruim vier minuten durende I made my bed (Hago mi cama), is afkomstig van hetzelfde duo. De Spaanse titels werden gegeven omdat Hightower en Daniel enige tijd populair waren aan de Costa del Sol en daardoor plaatjes konden opnemen bij de Spaanse tak van Columbia Records. Vandaar dat voor deze single tot stand kwam met een Spaanse arrangeur en orkestleider.
Een sample van If you hold my hand met de stem van Hightower is terug te vinden in Handsfree van Sonny J. Ook Dolly Parton heeft dit lied gezongen Jose Luis Sanesteban kwam met een instrumentale versie.

## Hitnotering

### Nederlandse Top 40
| Positie: | 34 | 16 | 11 | 9 | 12 | 21 | 35 | 39 | uit |

### NederlandseDaverende 30
| Positie: | 30 | 25 | 18 | 12 | 8 | 8 | 24 | uit |

### BelgischeBRT Top 30
| Positie: | 17 | 19 | 8 | 17 | 16 | - | 24 | 29 | uit |

### Voorloper VlaamseUltratop 30
| Positie: | 26 | 21 | 17 | 13 | 10 | 15 | 18 | 27 | 30 | uit |

### NPO Radio 2 Top 2000
If you hold my hand stond alleen in 1999 in de NPO Radio 2 Top 2000, op plek 1708.